# Sikorsky R-4

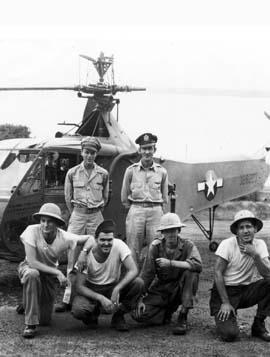
La squadra dell'USAAF che compì la prima missione militare di elisoccorso della storia volando oltre le linee giapponesi, in Birmania, il 25-26 aprile 1944. In piedi a sinistra, di fronte al Sikorsky YR-4B, il pilota Ten. Carter Harmon

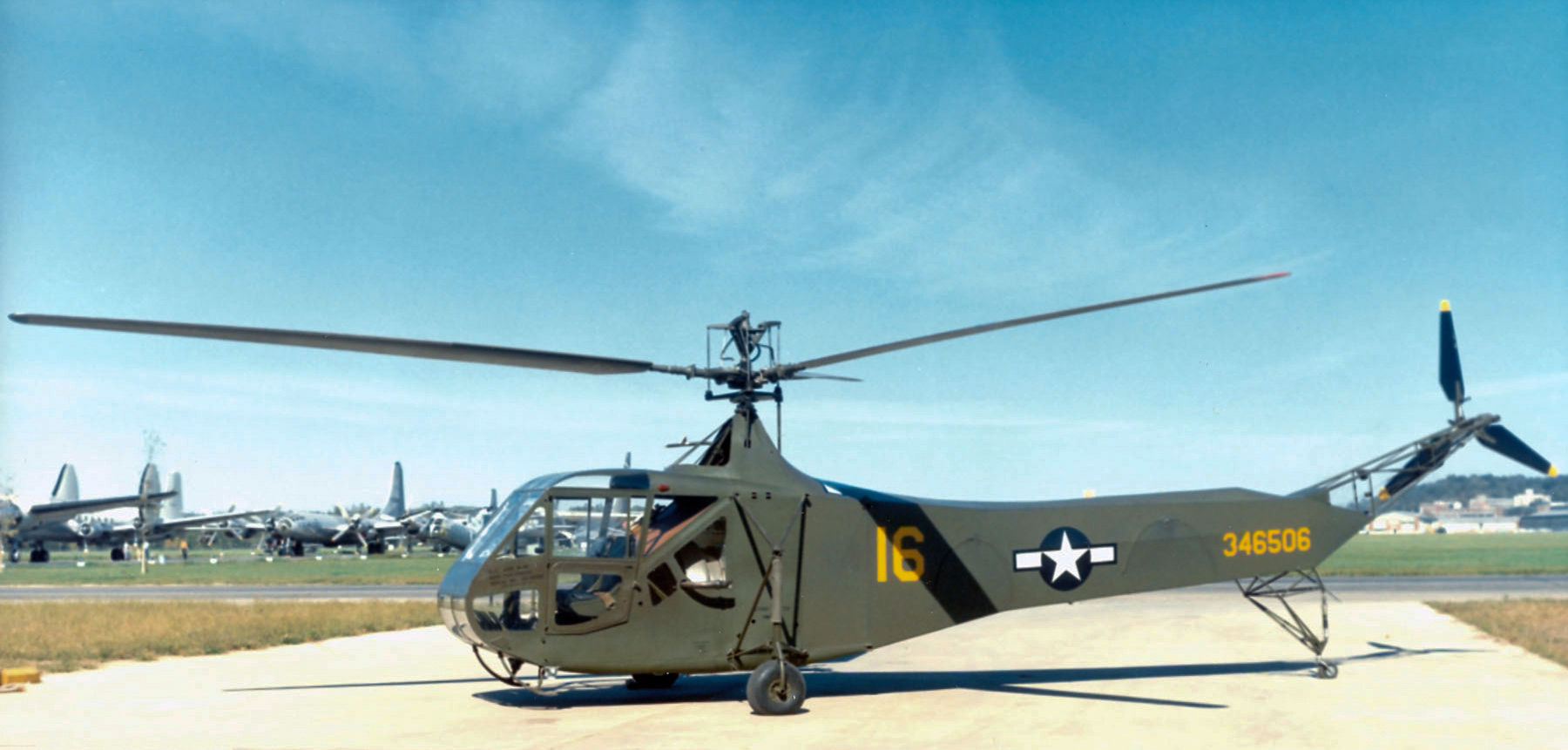
Il Sikorsky R-4B di serie esposto al National Museum of the United States Air Force

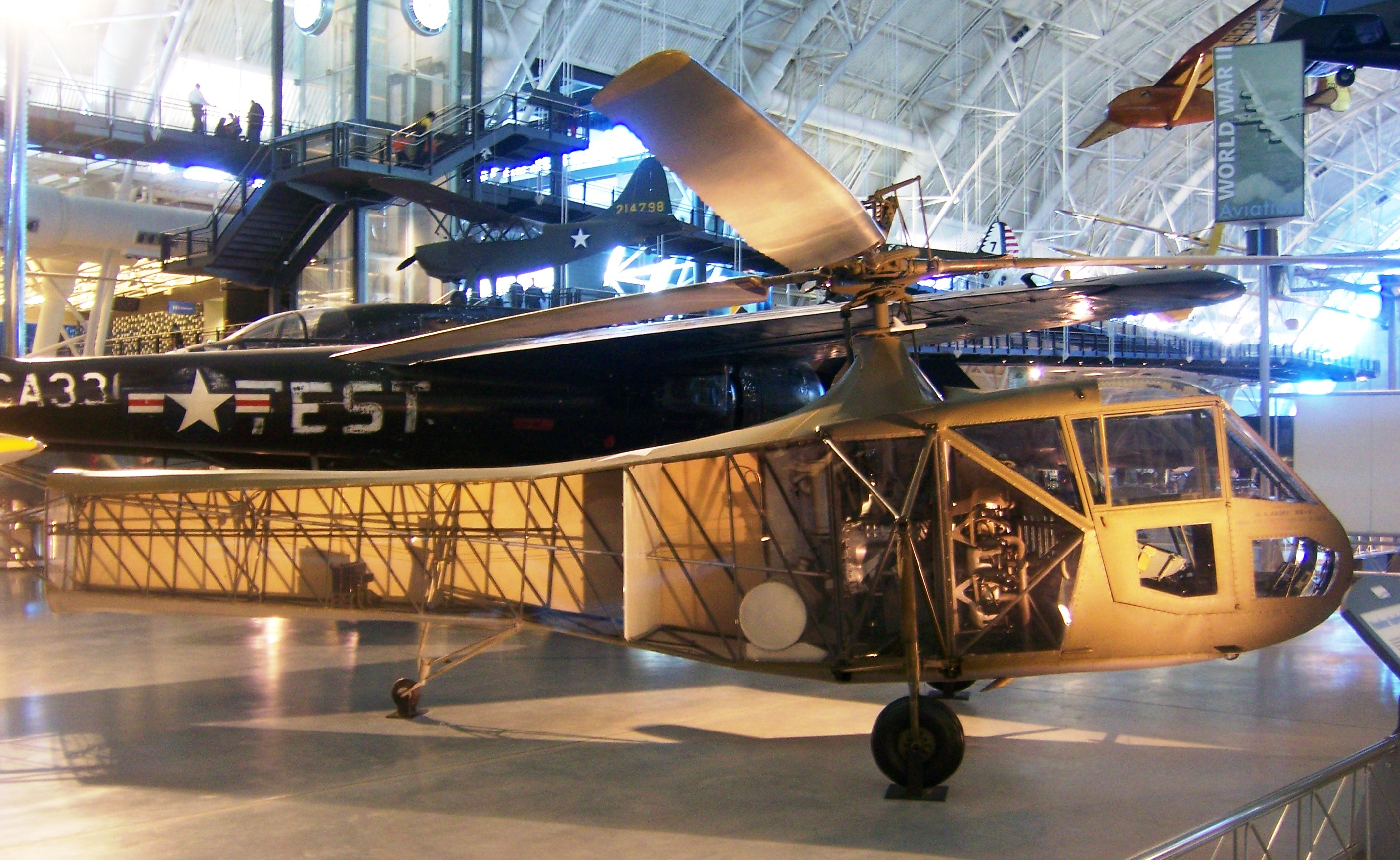
Il Sikorsky XR-4C esposto al Steven F. Udvar-Hazy Center. Si noti la disposizione delle componenti meccaniche interne

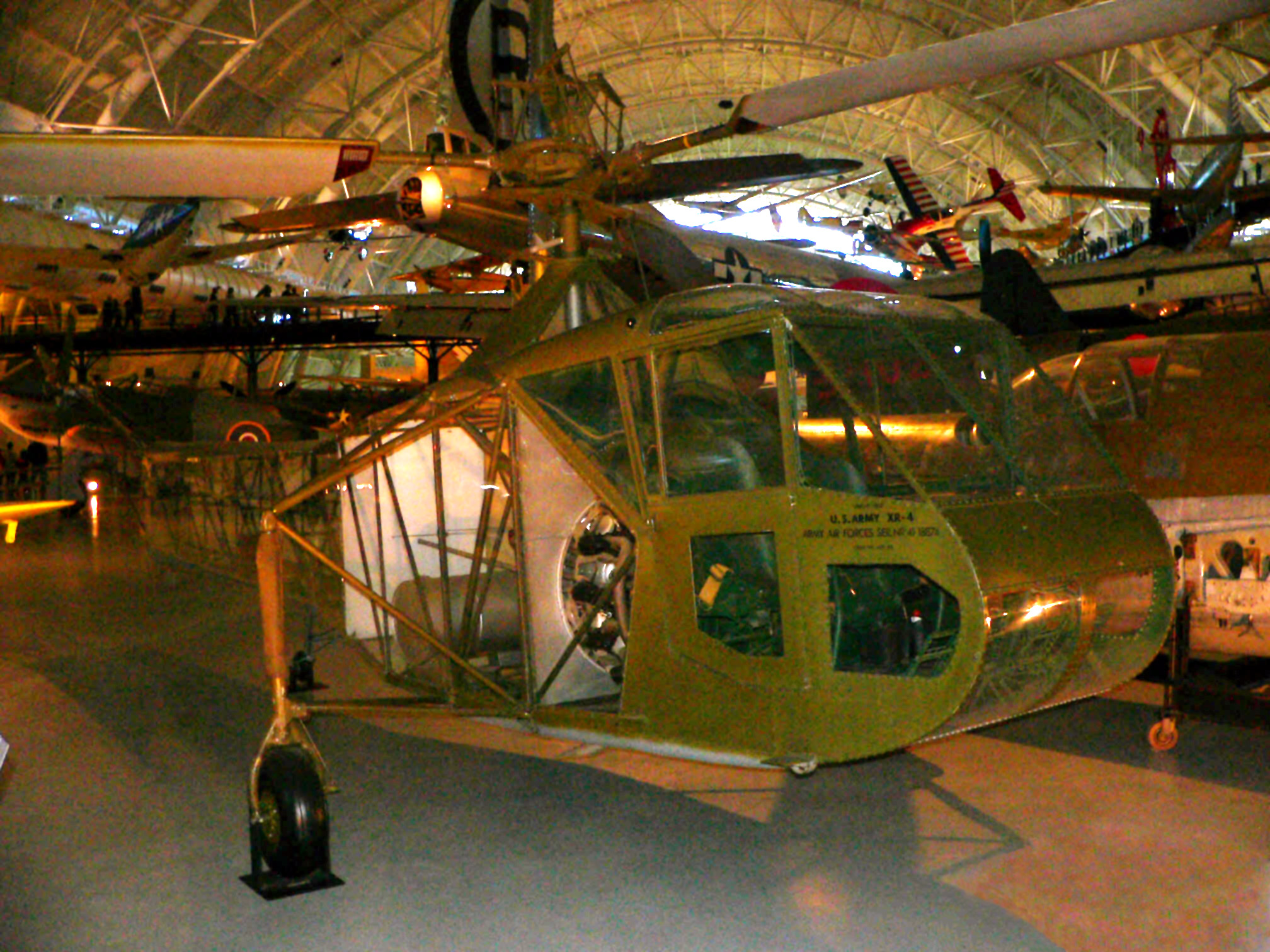
Un'altra vista del Sikorsky XR-4C esposto al Steven F. Udvar-Hazy Center

Il Sikorsky R-4, designazione dell'azienda VS-316, era un elicottero leggero biposto prodotto dall'azienda statunitense Sikorsky Aircraft Corporation negli anni quaranta.
L'R-4, successivamente ridenominato H-4, detiene i primati di essere stato il primo elicottero ad entrare in servizio con l'United States Army Air Force (precursore della United States Air Force), con la United States Navy, con la United States Coast Guard e con la Royal Air Force britannica, il primo ad appontare su una nave e il primo a effettuare un salvataggio durante un'operazione militare.
L'R-4 è stato anche il primo elicottero alleato ad essere stato avviato alla produzione in serie e l'unico operativo durante la seconda guerra mondiale.

## Storia
Lo sviluppo del progetto, curato direttamente dal costruttore e progettista Igor Sikorsky, si basava sulle esperienze del precedente modello Vought-Sikorsky VS-300 del 1940 rimasto allo stadio di prototipo, ma che racchiudeva in sé molti aspetti tecnologici vicini alla futura produzione in serie. Il progetto, benché presentasse rispetto al predecessore una copertura anteriore, conservava una anacronistica postazione di guida ad abitacolo aperto, sicuramente non ottimale per una possibile fornitura ad uso militare e che lo penalizzava anche nel ruolo di dimostratore tecnologico. Inoltre, l'incremento del carico utile necessario per rispondere a reali esigenze operative, richiedevano l'adozione di un motore di maggior potenza e di conseguenti strutture rinforzate.
Il prototipo, che conservava la denominazione aziendale VS-316A, volò per la prima volta il 13 gennaio 1942, dopodiché venne inviato al centro di valutazione dell'United States Army Air Forces (USAAF) per le prove di volo, dove ricevette la designazione militare XR-4 ed il numero di serie 41-18874.

## Tecnica costruttiva
Come il precedente, aveva una struttura in tubi d'acciaio saldati, ma a differenza del VS-300 la trave di coda era ricoperta da tela e la cabina di pilotaggio era di tipo chiuso e dotata di ampia finestratura. Conservava inoltre la soluzione del piccolo rotore laterale posizionato sulla coda, in posizione rialzata, sviluppato nelle ultime modifiche per compensare la coppia rotazionale. Questa configurazione caratterizzerà l'aspetto degli elicotteri a rotore singolo fino alla produzione odierna. La propulsione era affidata ad un motore radiale Warner R-500-3 a 7 cilindri da 123 kW (165 hp) posizionato verticalmente dietro la cabina di guida e che comandava, tramite un gruppo di riduzione, il rotore principale a tre pale e, tramite un lungo albero di trasmissione, il piccolo rotore anticoppia di coda, anch'esso a tre pale. Il carrello, che aveva più il compito di sostenere il velivolo a terra che quelli tipici di un aereo, era quadriciclo munito di ruote, con le due gambe laterali sorrette da tralicci esterni collegati alla struttura principale e prevedeva anteriormente una ruota di appoggio posizionata sotto il muso e posteriormente un ruotino di appoggio posto ai piedi di una struttura posizionata a metà della trave di coda.

## Sviluppo ed impiego operativo
Dopo le prove di valutazione l'USAAF si dichiarò interessata all'acquisizione della nuova macchina ordinando nella seconda parte del 1942 tre nuovi esemplari, denominati YR-4A, con la richiesta di attuare delle modifiche riguardanti un incremento della potenza massima del motore e delle dimensioni delle pale del rotore principale. A questa nuova versione venne abbinato una diversa versione maggiorata dello Scarab, il Warner R-550-1 da 138 kW (185 hp), ed un incremento del diametro del rotore a 11,58 m (38 ft) in luogo del precedente da 36 ft (10,97 m). Queste modifiche vennero successivamente applicate anche al prototipo originale che assunse la nuova denominazione XR-4C.
In questa configurazione vennero eseguite nuove prove conseguendo, tra l'altro, un nuovo primato, ovvero il primo appontaggio eseguito da un elicottero in mare eseguito nel 1943, anno in cui venne richiesta la produzione di altri 27 esemplari di preserie, denominati YR-4B. Questi erano sostanzialmente simili ai precedenti, tranne per la cabina di maggiori dimensioni, il definitivo motore R-550-3 da 149 kW (200 hp) ed adattamenti per prove a condizioni climatiche estreme dei due esemplari inviati in Alaska e Birmania. Gli altri 25 vennero destinati ad USAAF, United States Navy (che gli affibbiò amichevolmente il nomignolo Gadfly, "tafano") , United States Coast Guard ed, oltre oceano, all'alleata Royal Air Force britannica, primo elicottero in servizio nel Regno Unito dov'era noto con il nome Hoverfly.
Un primo impiego operativo del velivolo si ebbe all'inizio di gennaio 1944, quando un R-4 della U.S. Cosat Guard fu impegnato nelle operazioni di soccorso all'equipaggio del cacciatorpediniere USS Turner, esploso accidentalmente mentre era all'ancora davanti New York; pilotato dal capitano di corvetta Frank A. Erickson, l'elicottero trasportò due casse di plasma per trasfusioni da New York a Sandy Hook, salvando la vita a molti dei feriti del Turner.
L'R-4 ebbe il suo battesimo del fuoco nell'aprile 1944 a seguito dell'abbattimento, nei cieli del Burma, di un Stinson L-1 Vigilant del 1st Air Commando Group che stava trasportando tre feriti inglesi: l'aereo fu forzato ad un atterraggio di fortuna a 160 km oltre le linee giapponesi in piena giungla ed in una zona pattugliata dal nemico. Si decise così, per la prima volta, di tentare un'azione di soccorso impiegando il nuovo YR-4B: ai comandi del tenente Carter Harmon, l'elicottero riuscì a recuperare l'intera squadra abbattuta compiendo, tra il 25 e 26 aprile, quattro voli tra il luogo dello schianto ed una zona sicura dove si trovava, in attesa, un altro Stinson L-1 Vigilant pronto al decollo.
In una lettera inviata ad un amico, il colonnello Philip Gerald Cochran, l'allora ufficiale comandante, scrisse: «Oggi il "frullino" è entrato in azione e il dannato affare si è comportato come se avesse senso»
Oramai l'importanza tattica, l'affidabilità raggiunta e la notorietà del nuovo velivolo erano tali da far decidere l'acquisto di altri 100 esemplari dal governo statunitense. Questi, che assunsero la definitiva denominazione di R-4B, erano identici ai modelli di preserie tranne per l'adozione di una versione ulteriormente potenziata del motore; 35 furono destinati all'USAF per il ruolo di ricognizione e collegamento, 20 consegnati alla U.S. Navy i quali, ridenominati HNS-1, svolgevano i compiti di ricognizione marittima e di ricerca e salvataggio. I restanti 45 esemplari, grazie al programma Lend-Lease, vennero forniti alla Royal Navy che li adottò per sostituire gli ormai obsoleti autogiro Avro 671 Rota, i Cierva C.30 prodotti su licenza, in forza alla Fleet Air Arm.

## Versioni
Esistono varie differenze costruttive, riscontrabili nelle foto d'epoca. Alcuni R-4 presentavano una struttura addizionale al termine della trave di coda che fungeva da supporto ad un ruotino d'appoggio posteriore, integrato anteriormente da un paio di pattini antiribaltamento posizionati sotto la cabina di pilotaggio. In altri, il supporto è presente a metà della trave di coda. Anche i tubi di scarico del motore hanno avuto diverse soluzioni, da quella direttamente sotto il suo alloggiamento centrale a quella sotto la coda.
- XR-4 : prototipo, denominazione aziendale VS-316A, dotato di cabina a due posti affiancati e doppio controllo, dotato di rotore da 36 ft (10,97 m) di diametro e motore Warner R-500-3 da 123 kW (165 hp), trasformato in seguito nel XR-4C. Prodotta in esemplare unico.
- YR-4A : versione di valutazione, dotata di rotore maggiorato da 38 ft (11,58 m) di diametro e motore Warner R-550-1 da 138 kW (185 hp). Prodotta in tre esemplari
- YR-4B : versione di preserie sviluppata dalla YR-4A, con minime modifiche e ridesignata successivamente YH-4B. Prodotta in 27 esemplari
- R-4B : versione di serie dotata di motore Warner R-550-3 da 149 kW (200 hp) e ridesignata successivamente H-4B. Prodotta in 100 esemplari
- XR-4C : prototipo XR-4 dotato delle migliorie adottate dalla versione YR-4A
- HNS-1 : denominazione ufficiale assunta dai 3 YR-4B e 22 R-4B assegnati alla U.S. Navy, conosciuti anche come Gadfly, due esemplari dei quali riassegnati alla U.S. Coast Guard
- Hoverfly I : denominazione ufficiale assunta dai 52 esemplari assegnati alla Royal Air Force e Fleet Air Arm. Successivamente un esemplare fu riassegnato alla Royal Canadian Air Force

## Utilizzatori
Canada
Royal Canadian Air Force
 Regno Unito
- Royal Air Force
- Fleet Air Arm

 Stati Uniti
- United States Army Air Force
- United States Air Force
- United States Navy
- United States Coast Guard